# Nemes László (író, 1920–2018)
Nemes László (Budapest, 1920. május 29. – 2018. február 20.) író, újságíró, műfordító, Fehér Klára férje.

## Életpályája
Nemes Dávid (1889–1945) orvos és László Margit (1896–1974) fiaként született. 1938-ban érettségizett a VIII. kerületi Zrínyi Miklós Gimnáziumban, majd az újpesti Állami Textilipari Szakiskolában tanult egy évet. 1940 tavaszán Palesztinába emigrált, ahol megkezdte orvosi tanulmányait, azonban a következő évben megszakította, amikor önként jelentkezett a brit hadseregbe. Szolgált a Közel-Keleten (Szíria, Libanon, Egyiptom, Észak-Afrika) és Olaszországban. 1946 márciusában szerelt le és visszatért Magyarországra. Két nagyanyja a holokauszt áldozata lett. Apja megérte a felszabadulást, de két héttel később életét vesztette. 1947 januárjában beiratkozott a Pázmány Péter Tudományegyetem Bölcsészettudományi Karára. 1947–1950 között a Szabad Nép, 1950–1955 között pedig az Irodalmi Újság munkatársaként dolgozott. A Szabad Népnél szerkesztőtársa volt Fehér Klára írónő, akivel 1949-ben házasságot kötött. 1950–1971 között a MOKÉP propaganda osztályát vezette. 1957–1976 között szabadfoglalkozású író volt. 1971–1976 között a Népművelési Propaganda Iroda irodalmi szerkesztőjeként működött. 1976–1980 között a Nagyvilág olvasószerkesztője volt. 1980-ban nyugdíjba vonult. 2004-ben megalapította a Fehér Klára irodalmi díjat.

## Művei
- Két világ (regény, 1950)
- Tiszta szív (regény, 1953)
- Fehér Klára–Nemes László: Ethel és Julius; Országos Béketanács, Budapest, 1953 (Békebizottságok kiskönyvtára)
- A fölösleges ember (regény, 1955)
- Eltűnt Európa (regény, 1958)
- Szeretni nem elég (regény, 1965)
- Dallam a falon túl (regény, 1967)
- Gyávaság (regény, 1967, 1968, 1970)
- Egyetlen édes életünk. Bilincsek (regények, 1969)
- Mélyhűtött szerelem (regény, 1970)
- A jószándék kövei (regény, 1972)
- Szerencseszerződés (regény, 1977)
- Hérosztrátoszok kora (regény, 1983)
- A világ peremén; Excit BT., Budapest, 1992
- Légüres tér (regény, 1995, 1996, 2000, 2010)
- Szólnék a pillanathoz (elbeszélések, 2001)
- Menekülők (regény, 2005)
- Kinek a bűne? (elbeszélések, 2007)
- Emberek vagyunk... A szerző válogatása életművéből; Trikolor, Budapest, 2008 (Örökségünk)
- És a Duna csak folyt. Novellák; szerzői, Budapest, 2009 (Z-füzetek)
- Cezúra (novellák, 2011)
- Kinek szurkoljunk? (novellák, 2013)
- Abszurd világ. Novellák; szerzői, Budapest, 2013 (Z-füzetek)
- Bolyongás; Gabo, Budapest, 2014

## Feleségével közösen írott útirajzai
- Fehér Klára–Nemes László: Majdnem a Lomnici csúcsig. Csehszlovákiai útijegyzetek; Kossuth, Budapest, 1960
- Gésák, pagodák, titkok; Táncsics, Budapest, 1965 (Útikalandok)
- Irokézek és felhőkarcolók. Utazás a kanadai világkiállítás körül; Táncsics, Budapest, 1968 (Útikalandok)
- Mecsetek, basák, efendik; Fehér Klára, Nemes László; Táncsics, Budapest, 1970 (Útikalandok)
- Hozzál nekem kengurut!; Táncsics, Budapest, 1971 (Útikalandok)

## Műfordításai
- Eric Knight: Légy hű magadhoz (1961)[6]
- Daniel Defoe: Singleton kapitány (1966)
- Daniel Defoe: Bob kapitány (1975)
- Kurt Vonnegut: Az ötös számú vágóhíd (1969)
- Erich Maria Remarque: Hiába futsz (1991)
- Erich Maria Remarque: A paradicsomban is ott a pokol (1992)
- Arthur Koestler: Párbeszéd a halállal (1993)
- Ray Rigby: Homokdomb (1995)
- Timothy Mo: Szigetbirtok Hongkong (regény, 1999)
- Edward Rutherford: London kétezer évének története (regény, 2000)

## Portréfilm
- Solymos Tamás: Légüres térben - Nemes László író, műfordító élete, LátványMűvek Magyarország (csatornája a youtube-on), Budapest, 2014

## Díjai, elismerései
- A Magyar Köztársaság Elnökének Személyes aranyérme
- A Magyar Köztársaság Arany Érdemkeresztje
- Gábor Andor Írói Jutalomdíj (2008)
- Nemzeti Ellenállásért Emléklap
- Szocialista Kultúráért (1955)
- Magyar partizán emlékérem (1984)